# Johanna Fällman
 Johanna Fällman, född 21 juni 1990 i Luleå, är en svensk ishockeyspelare (back) som från säsongen 2015/16 spelar i Luleå HF/MSSK. Fällman har spelat i Skellefteå AIK och Modo Hockey, där hon med den senare var med och vann ett SM-guld 2012. Inför säsongen 2012/2013 försökte Munksund-Skuthamns SK värva henne, men istället dök chansen upp att spela collegehockey på University of North Dakota i USA. Det blev dock en tung start i USA då hon bröt foten några dagar före första seriematchen.  Därmed blev det inget spel under den första säsongen då vissa regler inom den amerikanska collegehockeyn satte stopp för spel. Efter tre säsonger i USA och sammanlagt nio i andra klubbar valde Fällman inför säsongen 2015/16 att flytta hem till Luleå och spel med Luleå HF/MSSK. Fällman har gjort 117 landskamper för Damkronorna.

## Meriter
- VM 2011: 5:a, Zürich, Schweiz
- Riksserien 2011/2012: SM-guld med Modo Hockey
- VM 2012: 5:a, Burlington, USA
- VM 2013: 7:a, Ottawa, Kanada
- VM 2015: 5:a, Malmö, Sverige

## Klubbar
- Notvikens IK
- Skellefteå AIK, 2006-2008
- Modo Hockey, 2008-2012
- North Dakota Varsity Athletics, 2012-2015
- Luleå HF/MSSK, 2015-